# Samtgemeinde Baddeckenstedt
Die Samtgemeinde Baddeckenstedt ist eine Samtgemeinde im Landkreis Wolfenbüttel in Niedersachsen. In ihr haben sich sechs Gemeinden zur Erledigung ihrer Verwaltungsgeschäfte zusammengeschlossen. Der Sitz der Verwaltung der Samtgemeinde befindet sich in der Gemeinde Baddeckenstedt.

## Geografie

### Geografische Lage
Das Samtgemeindegebiet ist eine Exklave des Landkreises Wolfenbüttel, da es westlich der kreisfreien Stadt Salzgitter liegt und durch diese von den anderen Gemeinden des Landkreises getrennt ist.

### Ausdehnung des Samtgemeindegebiets
Die Samtgemeinde Baddeckenstedt umfasst eine Gesamtfläche von 113,78 km².

### Samtgemeindegliederung
Die Samtgemeinde hat folgende Mitgliedsgemeinden (mit Einwohnerzahl in Klammern):
- Baddeckenstedt (2933)
- Burgdorf (2088)
- Haverlah (1536)
- Elbe (1459)
- Heere (995)
- Sehlde (858)

Stand: 31. Dezember 2022

## Geschichte
Am 1. März 1974 wurden im Zuge der Gebietsreform in Niedersachsen 18 Dörfer aus den Landkreisen Wolfenbüttel und Goslar zur Samtgemeinde Baddeckenstedt zusammengeschlossen. Bis zu dessen Auflösung am 31. Dezember 2004 gehörte die Samtgemeinde dem Regierungsbezirk Braunschweig an.

## Politik

### Samtgemeinderat
Der Samtgemeinderat Baddeckenstedt besteht aus 26 Ratsfrauen und Ratsherren. Dies ist die festgelegte Anzahl für eine Samtgemeinde mit einer Einwohnerzahl zwischen 10.001 und 11.000 Einwohnern. Die 26 Ratsmitglieder werden durch eine Kommunalwahl für jeweils fünf Jahre gewählt. Die letzte Amtszeit begann am 1. November 2016 und endete am 31. Oktober 2021.
Stimmberechtigt im Samtgemeinderat ist außerdem der hauptamtliche Samtgemeindebürgermeister Frederik Brandt (parteilos).
Seit der Kommunalwahl 2021 setzt sich der Samtgemeinderat wie folgt zusammen:
| Samtgemeinderat 2021Insgesamt 26 Sitze - Linke: 1 - SPD: 11 - Grüne: 2 - FDP: 1 - BF: 3 - CDU: 8 |

### Samtgemeindebürgermeister
2021–2026
Bei den Kommunalwahlen am 12. September 2021 erhielt zunächst keiner der drei Kandidaten die absolute Mehrheit der Stimmen.
Die daraufhin erforderliche Stichwahl fand am 26. September 2021 statt. Bei dieser setzte sich Frederik Brandt (parteilos, aufgestellt durch die CDU) mit 52,92 Prozent der Stimmen gegen Dirk Fornahl (SPD) durch.
2016–2021
Samtgemeindebürgermeister war Klaus Kubitschke (parteilos). Seine Amtszeit begann am 1. November 2016 und endete am 31. Oktober 2021. Bei der Bürgermeisterwahl am 11. September 2016 erhielt er als einziger Bewerber und Kandidat der CDU und SPD mit 79,2 Prozent der Stimmen eine absolute Mehrheit. Kubitschke war vorher 24 Jahre lang als Kämmerer Baddeckenstedts beschäftigt gewesen.

### Wappen
Beschreibung: In Blau ein mit sechs roten Kreisen belegter goldener Schrägbalken, oben ein goldenes Zahnrad, unten eine goldene Ähre.
Das Wappen der Samtgemeinde zeigt ein Schild mit blauem Wappengrund, auf dem von links oben nach rechts unten ein goldener Schrägbalken verläuft, der mit sechs roten Kreisen belegt ist. Im Wappen oben rechts ist ein goldenes Zahnrad und unten links eine goldene Ähre dargestellt.

## Wirtschaft und Infrastruktur

### Verkehr
Baddeckenstedt besitzt einen Haltepunkt an der Bahnstrecke Hildesheim–Goslar sowie einen Autobahnanschluss an die Bundesautobahn 39 in Richtung Salzgitter, Braunschweig und Wolfsburg.